# Simone Heilgendorff
Simone Heilgendorff (* 1961 in Opladen) ist eine deutsche Musikwissenschaftlerin, Bratschistin sowie Dramaturgin und Kuratorin.

## Leben
Heilgendorff studierte Musikwissenschaft, Philosophie und Psychologie. Sie wurde 1999 mit einer Dissertation über  Experimentelle Inszenierung von Sprache und Musik : Vergleichende Analysen zu Dieter Schnebel und John Cage an der Humboldt-Universität zu Berlin zum Dr. phil. promoviert. Studien im Fach Viola (in Freiburg im Breisgau, Zürich, Ann Arbor und Berlin bei Christoph Schiller, Enrique Santiago, Emile Cantor und Yizhak Schotten) schloss sie 1991 an der University of Michigan in Ann Arbor mit einem Master of Music ab. Im Juni 2019 habilitierte sie sich an der Universität Salzburg im Fach Musikwissenschaft. Seit 1993 bekleidete sie Positionen an Hochschulen und Universitäten, darunter von 2007 bis 2013 eine Universitätsprofessur für Angewandte Musikwissenschaft an der Universität Klagenfurt. 2013 bis 2016 war sie Leiterin des internationalen, vom FWF geförderten Forschungsprojekts „New Music Festivals as Agorai – Their Formation and Impact on Warsaw Autumn, Festival d’Automne (Paris), and Wien Modern after 1980“ (Universität Salzburg). Von Herbst 2014 bis Herbst 2019 leitete sie den Programmbereich „ConTempOhr. Vermittlung zeitgenössischer Musik“ am Schwerpunkt Wissenschaft und Kunst der Universität Salzburg und der Universität Mozarteum Salzburg. Heilgendorff lehrt an der Universität Salzburg (Abteilung Musik- und Tanzwissenschaft) und der Universität der Künste Berlin (Sound Studies and Sound Art).
Ihre Arbeitsschwerpunkte als Musikwissenschaftlerin liegen in der zeitgenössischen (Kunst-)Musik und der barocken Musik, sie arbeitete zudem zu kulturellen und kulturpsychologischen Kontexten von Musik, zur Americana um John Cage, im Bereich der musikalischen Analyse sowie der musikalischen Aufführungspraxis bzw. Interpretationskultur. Auch die künstlerisch-wissenschaftliche Forschung gewann für ihre Arbeit zunehmend an Relevanz.
Heilgendorff ist Bratschistin und zusammen mit dem Cellisten Claudius von Wrochem Gründungsmitglied sowie Co-Geschäftsführerin des auf zeitgenössische (Kunst-)Musik spezialisierten Kairos Quartetts (Streichquartett, Berlin), das weltweit konzertiert und zeitgenössische Musik vermittelt. Ihr Interesse als Musikerin gilt besonders der Kammermusik, der historisierenden Aufführungspraxis barocker Musik und der zeitgenössischen (Kunst-)Musik.